# Manoir du Vau d'Arz
Le manoir du Vau d'Arz est un édifice situé à Malansac en France.

## Localisation
Le manoir est situé sur le territoire de la commune de Malansac, au lieu-dit le Vau d'Arz, dans le département du Morbihan en région Bretagne.

## Description
Le manoir date du XVIIe siècle. Édifice à un étage carré, construit en moellons sans chaîne en pierre de taille de granite. Toiture à longs pans recouverte d'ardoises, pignon couvert.

## Historique
Le manoir est inscrit à l'inventaire général du patrimoine culturel.